# Typhistes
Typhistes es un género de arañas araneomorfas de la familia Linyphiidae. Se encuentra en África subsahariana y en Sri Lanka.

## Lista de especies
Según The World Spider Catalog 12.0:
- Typhistes antilope Simon, 1894
- Typhistes comatus Simon, 1894
- Typhistes elephas Berland, 1922
- Typhistes gloriosus Jocqué, 1984